# Gia Nghia
Gia Nghia (på vietnamesiska Gia Nghĩa) är en stad i Vietnam och är huvudstad i provinsen Dak Nong. Folkmängden uppgick till 41 788 invånare vid folkräkningen 2009, varav 28 609 invånare bodde i själva centralorten.